# National Vigilance Association
La National Vigilance Association (« Association nationale de vigilance ») est une association britannique créée en août 1885 « pour l'application et le renforcement des lois réprimant les crimes sexuels et l'immoralité publique ». 
L'association a été créée à la suite d'un article de W. T. Stead dans la Pall Mall Gazette. Stead devient alors membre de son conseil de direction,.
L'un des objectifs initiaux de l'association est de protéger les femmes et les enfants de la traite des Blanches.

## Actions
Les membres et sympathisants de l'association ont mené un grand nombre d'actions différentes : 
- Militer en faveur de l'éducation sexuelle et les droits syndicaux des serveuses.
- Remettre en question le double standard de la société envers les comportements moraux des hommes et des femmes, appelant les hommes à une conduite sexuelle plus proche de celle attendue traditionnellement des femmes.
- Retirer des travailleuses du sexe des bateaux sur les docks où elles travaillaient pour les installer dans des logements sûrs.
- Militer contre les films au contenu non-tout public.
- Militer pour l'augmentation de l'âge du consentement sexuel à 21 ans.
- Soutenir financièrement des travailleuses du sexe en situation de grande pauvreté pour qu'elles cessent leur activité prostitutionnelle.
- Ouvrir des foyers d'accueil pour les enfants illégitimes et leur éviter la famine.
- Enquêter sur les abus contre les femmes travaillant au pair.
- Militer pour la pénalisation de l'homosexualité.

## Bilan
La NVA a beaucoup soutenu le Criminal Law Amendment Act. 
L'historienne du travail social Viviene Cree soutient que le bilan des actions de la NVA est très contrasté, ayant fait « beaucoup de bien comme beaucoup de mal », notamment en mettant sur le trottoir les prostituées qui travaillaient auparavant dans des bordels en fermant ceux-ci.